# Ki-Jana Hoever
Ki-Jana Delano Hoever (Ámsterdam, 18 de enero de 2002) es un futbolista neerlandés que juega en la demarcación de defensa para el Wolverhampton Wanderers F. C. de la Premier League.

## Trayectoria
Empezó a formarse como futbolista en las filas inferiores del AZ Alkmaar y del A. F. C. Ajax, y desde 2018 en la disciplina del Liverpool F. C. Tan solo un año después, en la temporada 2018-19, subió al primer equipo haciendo su debut el 7 de enero de 2019 en un partido de la FA Cup contra el Wolverhampton Wanderers F. C., tras sustituir a Dejan Lovren en el minuto 6. El 19 de septiembre de 2020 fue traspasado al propio Wolverhampton Wanderers F. C., firmando un contrato de cinco años de duración.
El 23 de junio de 2022 regresó a su país para jugar cedido una temporada en el PSV Eindhoven. En enero la cesión se canceló y fue prestado al Stoke City F. C. Allí siguió jugando la temporada siguiente y en agosto de 2024 se marchó a Francia para competir con el A. J. Auxerre en una nueva cesión.

## Estadísticas

### Clubes
Actualizado al último partido jugado el 10 de mayo de 2025.
| Club                                     | Div.          | Temporada     | Liga  | Liga  | Copas nacionales | Copas nacionales | Copas internacionales | Copas internacionales | Total | Total |
| Club                                     | Div.          | Temporada     | Part. | Goles | Part.            | Goles            | Part.                 | Goles                 | Part. | Goles |
| ---------------------------------------- | ------------- | ------------- | ----- | ----- | ---------------- | ---------------- | --------------------- | --------------------- | ----- | ----- |
| Liverpool F. C. Inglaterra               | 1.ª           | 2018-19       | 0     | 0     | 1                | 0                | 0                     | 0                     | 1     | 0     |
| Liverpool F. C. Inglaterra               | 1.ª           | 2019-20       | 0     | 0     | 3                | 1                | 0                     | 0                     | 3     | 1     |
| Liverpool F. C. Inglaterra               | Total club    | Total club    | 0     | 0     | 4                | 1                | 0                     | 0                     | 4     | 1     |
| Wolverhampton Wanderers F. C. Inglaterra | 1.ª           | 2020-21       | 12    | 0     | 3                | 0                | —                     | —                     | 15    | 0     |
| Wolverhampton Wanderers F. C. Inglaterra | 1.ª           | 2021-22       | 8     | 0     | 2                | 0                | —                     | —                     | 10    | 0     |
| Wolverhampton Wanderers F. C. Inglaterra | Total club    | Total club    | 20    | 0     | 5                | 0                | 0                     | 0                     | 25    | 0     |
| Jong PSV · Países Bajos                  | 2.ª           | 2022-23       | 2     | 0     | —                | —                | —                     | —                     | 2     | 0     |
| Jong PSV · Países Bajos                  | Total club    | Total club    | 2     | 0     | 0                | 0                | 0                     | 0                     | 2     | 0     |
| PSV Eindhoven · Países Bajos             | 1.ª           | 2022-23       | 5     | 0     | 1                | 0                | 2                     | 0                     | 8     | 0     |
| PSV Eindhoven · Países Bajos             | Total club    | Total club    | 5     | 0     | 1                | 0                | 2                     | 0                     | 8     | 0     |
| Stoke City F. C. Inglaterra              | 2.ª           | 2022-23       | 15    | 4     | 2                | 0                | —                     | —                     | 17    | 4     |
| Stoke City F. C. Inglaterra              | 2.ª           | 2023-24       | 40    | 4     | 4                | 0                | —                     | —                     | 44    | 4     |
| Stoke City F. C. Inglaterra              | Total club    | Total club    | 55    | 8     | 6                | 0                | 0                     | 0                     | 61    | 8     |
| A. J. Auxerre Francia                    | 1.ª           | 2024-25       | 30    | 1     | 0                | 0                | —                     | —                     | 30    | 1     |
| A. J. Auxerre Francia                    | Total club    | Total club    | 30    | 1     | 0                | 0                | 0                     | 0                     | 30    | 1     |
| Total carrera                            | Total carrera | Total carrera | 112   | 9     | 16               | 1                | 2                     | 0                     | 130   | 10    |

## Palmarés

### Campeonatos nacionales
| Título                        | Club            | País         | Año  |
| ----------------------------- | --------------- | ------------ | ---- |
| Premier League                | Liverpool F. C. | Inglaterra   | 2020 |
| Supercopa de los Países Bajos | PSV Eindhoven   | Países Bajos | 2022 |

### Campeonatos internacionales
| Título                 | Club (*)            | Sede     | Año  |
| ---------------------- | ------------------- | -------- | ---- |
| Europeo sub-17         | Países Bajos sub-17 | Irlanda  | 2019 |
| Supercopa de Europa    | Liverpool F. C.     | Estambul | 2019 |
| Copa Mundial de Clubes | Liverpool F. C.     | Catar    | 2019 |

(*) Incluyendo la selección.

### Distinciones individuales
| Distinción                      | Año  |
| ------------------------------- | ---- |
| Equipo ideal del Europeo sub-17 | 2019 |